# NGC 7827
NGC 7827 је спирална галаксија у сазвежђу Рибе која се налази на NGC листи објеката дубоког неба.
Деклинација објекта је + 5° 13' 19" а ректасцензија 0h 5m 27,7s. Привидна величина (магнитуда) објекта NGC 7827 износи 14,1 а фотографска магнитуда 15,1. NGC 7827 је још познат и под ознакама UGC 38, MCG 1-1-27, CGCG 408-24, PGC 378.